# Ripon (Wisconsin)
Ripon é uma cidade localizada no estado norte-americano de Wisconsin, no Condado de Fond du Lac.

## Demografia
Segundo o censo norte-americano de 2000, a sua população era de 6828 habitantes.
Em 2006, foi estimada uma população de 7303, um aumento de 475 (7.0%).

## Geografia
De acordo com o United States Census Bureau tem uma área de
11,1 km², dos quais 11,0 km² cobertos por terra e 0,1 km² cobertos por água. Ripon localiza-se a aproximadamente 249 m acima do nível do mar.

## Localidades na vizinhança
O diagrama seguinte representa as localidades num raio de 16 km ao redor de Ripon.